# Sistemi ettometrici di Reggio Calabria

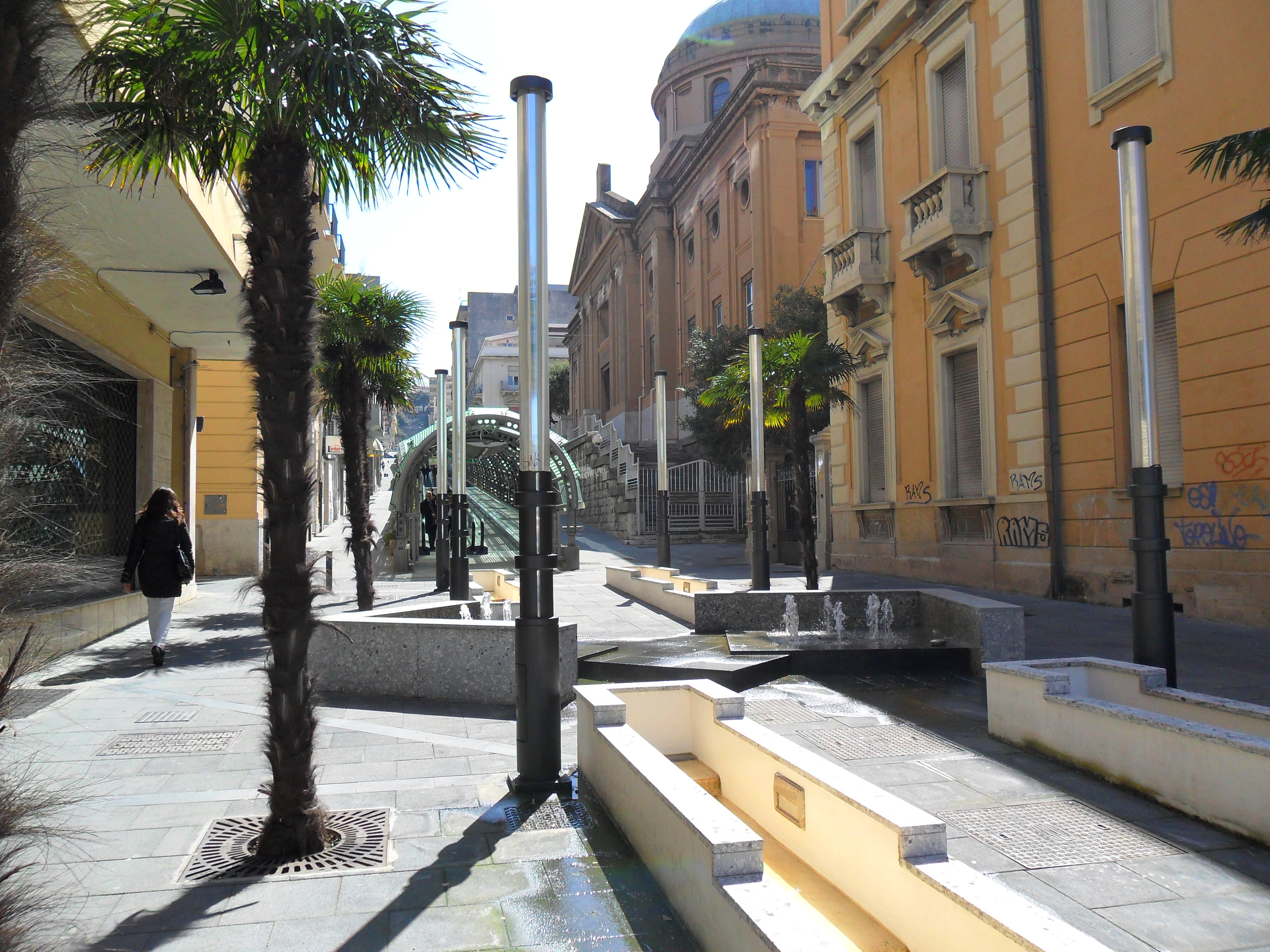
La parte del tapis roulant in prossimità del lungomare

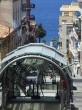
La struttura del tapis roulant

Il sistema ettometrico di Reggio Calabria, inaugurato il 20 luglio 2009, è costituito da una serie di marciapiedi mobili e ascensori che garantiscono trasversalmente la mobilità urbana della parte centrale della città tra il Lungomare Falcomatà (parte bassa) e la via Reggio Campi (parte alta).

## Descrizione del percorso e della struttura
La distanza complessiva servita è di 440 metri con una pendenza media dell'11%. La copertura è costituita da una struttura in acciaio preverniciato e cristallo serigrafico con impianto integrato di illuminazione del percorso e delle zone adiacenti, di filodiffusione e videosorveglianza. La pavimentazione delle zone adiacenti è di tipo differenziato rispetto a quella delle strade parallele e trasversali per evidenziarne le differenze in termini funzionali (zona a traffico limitato). La prima tratta di via Giudecca, compresa tra il Corso Vittorio Emanuele III e la via Zecca, essendo limitata in lunghezza, è stata opportunamente trattata definendo uno specifico intervento di riqualificazione urbana. L'intero percorso è composto dalle seguenti tratte:
- Sei tratte di marciapiede mobile collocati sulla via Giudecca.
- Un impianto ascensore tra via Filippini e via Possidonea (in fase di realizzazione).
- Due ascensori successivi per il collegamento della via Possidonea con la via Reggio Campi, zona adiacente alle Tre fontane, collocati in maniera invisibile, sotto la scalinata monumentale (in  fase di costruzione).

## Caratteristiche plano altimetriche delle singole tratte meccanizzate
| Tratto | Posizione                                     | Lunghezza (m) | Pendenza (%) |
| ------ | --------------------------------------------- | ------------- | ------------ |
| 1      | Tra via Zecca e Corso Giuseppe Garibaldi      | 68            | 6,6          |
| 2      | Tra Corso Giuseppe Garibaldi e Via D. Tripepi | 37            | 9,9          |
| 3      | Tra via D. Tripepi e Via Del Torrione         | 58            | 10,3         |
| 4      | Tra via Del Torrione e via Aschenez           | 45            | 10,0         |
| 5      | Tra via Aschenez e via Filippini              | 40            | 13,8         |
| 6      | Tra via Filippini e via Possidonea            | 50            | 11,1         |

## Lavori in corso
L'ultima parte di questo sistema di mobilità è totalmente diversa da quella inaugurata di recente. Tra la via Filippini e le Tre fontane, la mobilità delle persone sarà affidata ad una cabina-ascensore, con doppio funzionamento (orizzontale e verticale), allocata in una galleria artificiale che sarà ricavata sotto il piano di calpestio di via Possidonea e le scale che portano alla via Reggio Campi. Queste ultime, che rientrano tra i beni del patrimonio paesaggistico da tutelare, non subiranno alcuna variazione nel loro aspetto strutturale e architettonico.